# Savage-Nunatak
Der Savage-Nunatak ist ein Nunatak im westantarktischen Marie-Byrd-Land. Er ragt 11 km südöstlich der Hatcher Bluffs am Ostrand des oberen Abschnitts des Reedy-Gletschers auf.
Der United States Geological Survey kartierte ihn anhand eigener Vermessungen und mittels Luftaufnahmen der United States Navy aus den Jahren zwischen 1960 und 1964. Das Advisory Committee on Antarctic Names benannte ihn 1967 nach Henry C. Savage, Bauarbeiter auf der Byrd-Station im Jahr 1962.